# Dejan Petrovič
Dejan Petrovič (* 12. Januar 1998) ist ein slowenischer Fußballspieler. Er spielt seit 2023 beim kroatischen Erstligisten HNK Rijeka.

## Karriere

### Verein
Petrovič begann seine Karriere beim NK Aluminij. Im Mai 2015 debütierte er für Aluminij in der 2. SNL, als er am 26. Spieltag der Saison 2014/15 gegen den NK Šmartno in der 60. Minute für Luka Vindiš eingewechselt wurde. Dies blieb sein einziger Saisoneinsatz. Im November 2015 erzielte er bei einem 5:0-Sieg gegen den NK Kranj sein erstes Zweitligator. In der Saison 2015/16 kam er zu zwölf Einsätzen in der 2. SNL, in denen er zwei Tore erzielte. Mit Aluminij konnte er zu Saisonende in die 1. SNL aufsteigen. Im Juli 2016 gab er gegen den FC Koper sein Debüt in der höchsten slowenischen Spielklasse. In seiner ersten Erstligasaison kam er zu 16 Einsätzen. In der Saison 2017/18 absolvierte er 33 Erstligaspiele. Im August 2018 erzielte er bei einer 5:2-Niederlage gegen den NK Maribor sein erstes Tor in der 1. SNL. In der Saison 2018/19 kam er ebenfalls zu 33 Einsätzen, in denen er drei Tore erzielte.
Nach weiteren 20 in der Saison 2019/20 wechselte er im Februar 2020 nach Österreich zum SK Rapid Wien, bei dem er einen bis Juni 2023 laufenden Vertrag erhielt. Im Mai 2022 zog sich Petrovic im Training einen Kreuzbandriss im linken Knie zu. Nach dem Ende seines Vertrags verließ er Rapid nach der Saison 2022/23 nach insgesamt 63 Einsätzen in der Bundesliga und wechselte nach Kroatien zum HNK Rijeka.

### Nationalmannschaft
Petrovič spielte im Mai 2013 erstmals für eine slowenische Jugendnationalauswahl. Im April 2014 debütierte er gegen die Schweiz für die U-17-Mannschaft. Mit dieser nahm er 2015 auch an der EM teil. Petrovič kam während des Turniers zu zwei Einsätzen, Slowenien schied als Letzter der Gruppe B in der Vorrunde aus.
Zwischen Februar 2015 und April 2016 kam er zu 15 Einsätzen für die U-18-Auswahl. 2016 absolvierte er sechs Spiele für die U-19-Mannschaft. Im September 2018 debütierte er gegen Kasachstan für die U-21-Auswahl. Im Januar 2019 absolvierte er gegen eine chinesische Auswahl ein Spiel für die B-Nationalmannschaft. Im Oktober 2020 gab er schließlich in einem Freundschaftsspiel gegen San Marino sein Debüt in der slowenischen A-Nationalmannschaft.

## Erfolge
HNK Rijeka
Kroatischer Meister: 2025
Kroatischer Pokalsieger: 2025